# Podsavezna nogometna liga Rijeka 1967./68.
Podsavezna nogometna liga Rijeka (također i kao Riječka podsavezna liga, Liga Riječkog nogometnog podsaveza) je bila liga četvrtog stupnja nogometnog prvenstva Jugoslavije u sezoni 1967./68. 
 
Liga je igrana u dvije skupine: 
- Goranska skupina – 11 klubova, prvak "Omladinac" iz Vrata
- Primorska skupina – 10 klubova, prvak "Konstruktor" iz Rijeke

## Goranska skupina
Sudionici
- Budućnost Brod Moravice
- Goranka Ravna Gora
- Mladi radnik Delnice
- Mladost Lič
- Mrkopalj
- Omladinac Vrata
- Partizan Gomirje
- Risnjak Lokve
- Skradski vrh
- Vrbovsko
- Željezničar Srpske Moravice ( Srpske Moravice – tadašnji naziv za Moravice )

Ljestvica
- prvak: Omladinac Vrata

Rezultatska križaljka
| kratica | klub                        | BUD | GOR | MLIR | MLO | MRK | OML | PAR | RIS | SKRV | VRB | ŽELJ |
| --- | --------------------------- | --- | --- | ---- | --- | --- | --- | --- | --- | ---- | --- | ---- |
| BUD | Budućnost Brod Moravice     |     |     |      |     |     |     |     |     |      |     |      |
| GOR | Goranka Ravna Gora          |     |     |      |     |     |     |     |     |      |     |      |
| MLIR | Mladi radnik Delnice        |     |     |      |     |     |     |     |     |      |     |      |
| MLO | Mladost Lič                 |     |     |      |     |     |     |     |     |      |     |      |
| MRK | Mrkopalj                    |     |     |      |     |     |     |     |     |      |     |      |
| OML | Omladinac Vrata             |     |     |      |     |     |     |     |     |      |     |      |
| PAR | Partizan Gomirje            |     |     |      |     |     |     |     |     |      |     |      |
| RIS | Risnjak Lokve               |     |     |      |     |     |     |     |     |      |     |      |
| SKRV | Skradski vrh                |     |     |      |     |     |     |     |     |      |     |      |
| VRB | Vrbovsko                    |     |     |      |     |     |     |     |     |      |     |      |
| ŽELJ | Željezničar Srpske Moravice |     |     |      |     |     |     |     |     |      |     |      |
| |                             |     |     |      |     |     |     |     |     |      |     |      |
| podebljan rezultat - utakmice od 1. do 11. kola (1. utakmica između klubova) rezultat normalne debljine - utakmice od 12. do 22. kola (2. utakmica između klubova) rezultat nakošen - nije vidljiv redoslijed odigravanja međusobnih utakmica iz dostupnih izvora rezultat smanjen * - iz dostupnih izvora nije uočljiv domaćin susreta prekrižen rezultat - poništena ili brisana utakmica p - utakmica prekinuta 3:0 p.f. / 0:3 p.f. - rezultat 3:0 bez borbe |                             |     |     |      |     |     |     |     |     |      |     |      |

 Izvori:

## Primorska skupina
Ljestvica
| mj. | klub                     | ut. | pob. | ner. | por. | gol+ | gol- | bod |
| --- | ------------------------ | --- | ---- | ---- | ---- | ---- | ---- | --- |
| 1.  | Konstruktor Rijeka       | 18  |      |      |      |      |      | 31  |
| 2.  | Lučki radnik Rijeka      | 18  |      |      |      |      |      | 29  |
| 3.  | Pomorac Kostrena         | 18  |      |      |      |      |      | 24  |
| 4.  | Mladost Kraljevica       | 18  |      |      |      |      |      | 21  |
| 5.  | Klana                    | 18  | 8    | 1    | 9    | 37   | 39   | 17  |
| 6.  | Draga (Mošćenička Draga) | 18  |      |      |      |      |      | 13  |
| 7.  | Mehaničar Rijeka         | 18  |      |      |      |      |      | 12  |
| 8.  | Elektroprimorje Rijeka   | 18  |      |      |      |      |      | 12  |
| 9.  | Primorje Rijeka          | 18  |      |      |      |      |      | 10  |
| 10. | Rječina Dražice          | 18  |      |      |      |      |      | 10  |

Rezultatska križaljka
| kratica | klub                     | DRA | ELE | KLA | KON | LUR | MEH | MLA | POM | PRI | RJE |
| --- | ------------------------ | --- | --- | --- | --- | --- | --- | --- | --- | --- | --- |
| DRA | Draga (Mošćenička Draga) |     |     |     |     |     |     |     |     |     |     |
| ELE | Elektroprimorje Rijeka   |     |     |     |     |     |     |     |     |     |     |
| KLA | Klana                    |     |     |     |     |     |     |     |     |     |     |
| KON | Konstruktor Rijeka       |     |     |     |     |     |     |     |     |     |     |
| LUR | Lučki radnik Rijeka      |     |     |     |     |     |     |     |     |     |     |
| MEH | Mehaničar Rijeka         |     |     |     |     |     |     |     |     |     |     |
| MLA | Mladost Kraljevica       |     |     |     |     |     |     |     |     |     |     |
| POM | Pomorac Kostrena         |     |     |     |     |     |     |     |     |     |     |
| PRI | Primorje Rijeka          |     |     |     |     |     |     |     |     |     |     |
| RJE | Rječina Dražice          |     |     |     |     |     |     |     |     |     |     |
| |                          |     |     |     |     |     |     |     |     |     |     |
| podebljan rezultat - utakmice od 1. do 9. kola (1. utakmica između klubova) rezultat normalne debljine - utakmice od 10. do 18. kola (2. utakmica između klubova) rezultat nakošen - nije vidljiv redoslijed odigravanja međusobnih utakmica iz dostupnih izvora rezultat smanjen * - iz dostupnih izvora nije uočljiv domaćin susreta prekrižen rezultat - poništena ili brisana utakmica p - utakmica prekinuta 3:0 p.f. / 0:3 p.f. - rezultat 3:0 bez borbe |                          |     |     |     |     |     |     |     |     |     |     |

 Izvori:

## Unutrašnje poveznice
- Riječko-pulska zona 1967./68.